# Сачков, Владимир Николаевич
Владимир Николаевич Сачков (род. 1929, Ивановская область) — советский деятель госбезопасности, генерал-майор, зам.начальника Восьмого главного управления КГБ СССР (1974—1991), начальник Главного управления безопасности связи ФАПСИ (1991—1993), доктор физико-математических наук, профессор, вице-президент и действительный член Академии криптографии Российской Федерации, заслуженный деятель науки Российской Федерации, лауреат Государственной премии СССР.

## Биография
Родился в 1929 году в Ивановской области. В 1952 году после окончания Московского государственного университета, был принят на работу в НИИ-1 Главного управления Специальной службы при ЦК ВКП(б), там же защитил кандидатскую диссертацию.
С 1956 года занимал должности старшего сотрудника, зам.начальника и начальника отдела Восьмого Главного управления КГБ СССР. С 1974 года
назначен заместителем начальника 8-го ГУ КГБ СССР. С 1991 года назначен первым заместителем начальника и начальником Главного управления безопасности связи Комитета/Федерального агентства правительственной связи при Президенте РФ.
С 1993 года вице-президент и действительный член Академии криптографии России.

## Награды
- Заслуженный деятель науки Российской Федерации;
- Государственная премия СССР (1986);
- два ордена Трудового Красного Знамени;
- Орден Октябрьской Революции.

Ведомственные знаки отличия:
- знак Почётный сотрудник госбезопасности;
- знак Почётный сотрудник ФАПСИ.